# Jan Kieżun
Jan Robert Kieżun (ur. 13 kwietnia 1890 w Karłowszczyźnie, w powiecie oszmiańskim na Litwie, zm. 26 października 1970 w Bydgoszczy) – podpułkownik pilot, działacz lotniczy, komendant Bydgoskiej Szkoły Pilotów, kawaler Orderu Virtuti Militari.

## Życiorys
Wychowywał się we Władykaukazie w Rosji, gdzie zamieszkali jego rodzice .
Po uzyskaniu stopnia podporucznika w Szkole Oficerskiej Artylerii w Petersburgu służył jako młodszy oficer w 43 Brygadzie Artylerii w Wilnie (1913–1914). Następnie służył w 2 Oddziale Lotniczym w Lidzie, skąd skierowano go na kurs do Szkoły Pilotów w Sewastopolu. W latach 1915–1916 walczył jako porucznik pilot i dowódca zgrupowania lotniczego w 2 Oddziale Lotniczym na Froncie Południowo–Zachodnim i Zachodnim, gdzie też dwukrotnie był ranny . W grudniu 1916 został odkomenderowany do Francji, gdzie latał bojowo w 12 Grupie Niszczycielskiej (myśliwskiej) na Froncie Północnym (1916–1918), awansując do stopnia podpułkownika. Łącznie podczas I wojny światowej wykonał dużą liczbę lotów bojowych o łącznym czasie 381 godzin.
Pod koniec 1918 powrócił z Francji do Polski. Latem 1919 został dowódcą najstarszej, 10. Eskadry lotnictwa polskiego w Brześciu nad Bugiem, którą przebazowano na lotnisko Ławica pod Poznaniem i przydzielono do Frontu Wielkopolskiego. 22 stycznia 1920 eskadra uczestniczyła z powietrza w defiladzie wojskowej w Bydgoszczy, podczas przejęcia miasta z rąk pruskich . Do kwietnia 1920 stacjonowała na lotnisku bydgoskim, skąd skierowano ją na front wojny polsko–bolszewickiej. Przydzielona do 9 Dywizji Piechoty prowadziła loty rozpoznawcze i bombardujące, a w czasie odwrotu wojsk sowieckich spod Warszawy wykonała szereg lotów szturmowych .
Po zakończeniu wojny 1 grudnia 1920 został komendantem Szkoły Pilotów w Bydgoszczy i kierował nią do października 1925 . 1 czerwca 1921 roku pełnił służbę w Departamencie III Ministerstwa Spraw Wojskowych w Warszawie, a jego oddziałem macierzystym był 3 Pułk Lotniczy w Poznaniu.
W 1924 ukończył kurs w Wyższej Szkole Wojennej w Warszawie. Od 5 października 1925 dowodził 4 Pułkiem Lotniczym w Toruniu. 23 grudnia 1926 roku został przeniesiony do kadry oficerów lotnictwa i przydzielony do dyspozycji II wiceministra spraw wojskowych. Następnie był oficerem placu Stanisławów. 9 sierpnia 1929 roku został zwolniony z zajmowanego stanowiska i pozostawiony bez przynależności służbowej z równoczesnym oddaniem do dyspozycji dowódcy Okręgu Korpusu Nr VI. Z dniem 31 marca 1930 roku został przeniesiony w stan spoczynku z powodu „utraty zdolności fizycznych” do pełnienia zawodowej służby wojskowej, stwierdzonej przez komisję superrewizyjną.
W latach 30. mieszkał w Toruniu, a potem w Bydgoszczy, gdzie od 1937 pracował jako kierownik działu zakupów w Francusko–Polskim Towarzystwie Kolejowym .
W 1934 roku pozostawał w ewidencji Powiatowej Komendy Uzupełnień Toruń. Posiadał przydział do Oficerskiej Kadry Okręgowej Nr VIII. Był wówczas „przewidziany do użycia w czasie wojny”.
W okresie okupacji niemieckiej przebywał w Warszawie i Krakowie. Działał w Armii Krajowej pod pseudonimem „Lot” .
8 marca 1945 został internowany i wywieziony w głąb Związku Sowieckiego, gdzie pracował w kopalni węgla, ołowiu i cynku. W listopadzie 1947 powrócił do Polski i zamieszkał na stałe w Bydgoszczy .
Od 1948 był kierownikiem zaopatrzenia w Państwowym Przedsiębiorstwie Robót Komunikacyjnych nr 1 . Jego pasją było lotnictwo, udzielał się w Aeroklubie Bydgoskim oraz prowadził wykłady dla młodzieży. W 1961 był współorganizatorem i pierwszym prezesem Bydgoskiego Klubu Seniorów Lotnictwa (do 1967).
Zmarł 26 października 1970 w Bydgoszczy. Został pochowany na cmentarzu Nowofarnym .
Jan Kieżun był żonaty z Felicją z Kojusów. Miał córkę Barbarę (1926–1944)  która zginęła walcząc jako sanitariuszka w Powstaniu Warszawskim.

## Ordery i odznaczenia
- Krzyż Srebrny Orderu Wojskowego Virtuti Militari nr 125 – 8 kwietnia 1921[14][15]
- Krzyż Walecznych
- Złoty Krzyż Zasługi (29 kwietnia 1925)[16]
- Polowa Odznaka Pilota nr 6 (11 listopada 1928)[17]
- Krzyż Wojenny z 3 palmami (Francja)
- Order św. Stanisława kl. 2 (Imperium Rosyjskie)
- Order św. Włodzimierza  kl. 2 (Imperium Rosyjskie)
- Order św. Anny kl. 2 (Imperium Rosyjskie)
- Order św. Stanisława kl. 3 (Imperium Rosyjskie)
- Order św. Anny kl. 3 (Imperium Rosyjskie)
- Order św. Anny kl. 4 (Imperium Rosyjskie)
- Order św. Jerzego (Imperium Rosyjskie)